# Fernand Guth
Fernand Guth (ur. 3 maja 1926 w Luksemburgu, zm. 23 sierpnia 1977 tamże) – luksemburski piłkarz, reprezentant kraju, olimpijczyk.
Brał udział w igrzyskach w Helsinkach. Był wówczas piłkarzem zespołu Union Luxembourg. W reprezentacji Luksemburga debiutował 24 maja 1947 w meczu ze Szkocją i do 1953 rozegrał 35 spotkań. W większości tych spotkań rywalami Luksemburga były kadry B.